# Partido Comunista Jordano
El Partido Comunista Jordano (en Árabe: حزب الشیوعی الاردنی transliterado: Hizb al-Shuyu'iyah al-Urduni) es un partido político comunista de Jordania, fundado en 1948. Publica al-Jamahir (Las Masas). El secretario general del partido es Munir Hamarana. El 24 de marzo de 2008 declaró, junto con el Partido Comunista de los Trabajadores Jordanos, que se unificarían con el nombre de Partido Comunista Jordano.